# Offensive de Polotsk
Pour un article plus général, voir Opération Bagration.
Notes
Objectifs atteints, libération et sécurisation de Polotsk
Seconde Guerre mondiale
Batailles
Front de l’Est

Prémices :
- Campagne de Pologne
- Guerre d’Hiver

Guerre germano-soviétique :
- 1941 : L'invasion de l'URSS

- Opération Barbarossa

Front nord : 
- Guerre de Continuation
- Opération Silberfuchs
- Siège de Léningrad

Front central : 
- 2e bataille de Brest-Litovsk
- Bataille de Białystok–Minsk
- 1re bataille de Smolensk
- Bataille de Kiev

Front sud : 
- Siège d'Odessa
- Campagne de Crimée

- 1941-1942 : La contre-offensive soviétique

Front nord : 
- Poche de Demiansk
- Poche de Kholm

Front central : 
- Bataille de Moscou

Front sud : 
- Seconde bataille de Kharkov

- 1942-1943 : De Fall Blau à 3e Kharkov

Front nord : 
- Offensive de Siniavino
- Opération Iskra
- Bataille de Krasny Bor
- Opération Poliarnaïa Zvezda

Front central : 
- Opération Mars

Front sud : 
- Bataille du Caucase (opération Fall Blau)
- Bataille de Stalingrad
- Opération Uranus
- Opération Saturne
- Offensive d'Ostrogojsk-Rossoch
- Offensive de Voronej-Kastornoe
- Opération Gallop
- Opération Étoile
- Troisième bataille de Kharkov

- 1943-1944 : Libération de l'Ukraine et de la Biélorussie

Front central : 
- 2e bataille de Smolensk
- Opération Bagration

Front sud : 
- Bataille de Koursk
- Bataille du Dniepr
- Offensive Dniepr-Carpates
- Offensive de Crimée
- Offensive de Lvov-Sandomir

- 1944-1945 : Campagnes d'Europe centrale et d'Allemagne

Allemagne : 
- Offensive Vistule-Oder
- Offensive de Poméranie orientale
- Siège de Breslau
- Offensive de Prusse-Orientale
- Bataille de Königsberg
- Bataille de Seelow
- Bataille de Bautzen
- Bataille de Berlin
- Capitulation allemande

Front nord et Finlande : 
- Guerre de Laponie
- Offensive Leningrad-Novgorod
- Bataille de Narva

Europe orientale : 
- Opération Margarethe
- Insurrection de Varsovie
- Soulèvement national slovaque
- Opération Panzerfaust
- Bataille de Budapest
- Opération Frühlingserwachen
- Offensive de Vienne
- Insurrection de Prague
- Offensive de Prague
- Bataille de Slivice

Front d’Europe de l’Ouest

Campagnes d'Afrique, du Moyen-Orient et de Méditerranée

Bataille de l’Atlantique

Guerre du Pacifique

Guerre sino-japonaise

Théâtre américain
L’offensive Polotsk (en russe : Полоцкая наступательная операция, Polotskaïa nastoupatel'naïa operatsia) est une partie de l'offensive stratégique de l'Armée rouge en Biélorussie, menée en été 1944 contre les troupes de la Wehrmacht et dénommée opération Bagration. Elle avait le double objectif de prendre, bien sûr, la ville de Polotsk elle-même, mais aussi de protéger le flanc nord de l'offensive de Minsk contre une possible contre-offensive du Groupe d'armées Nord allemand.

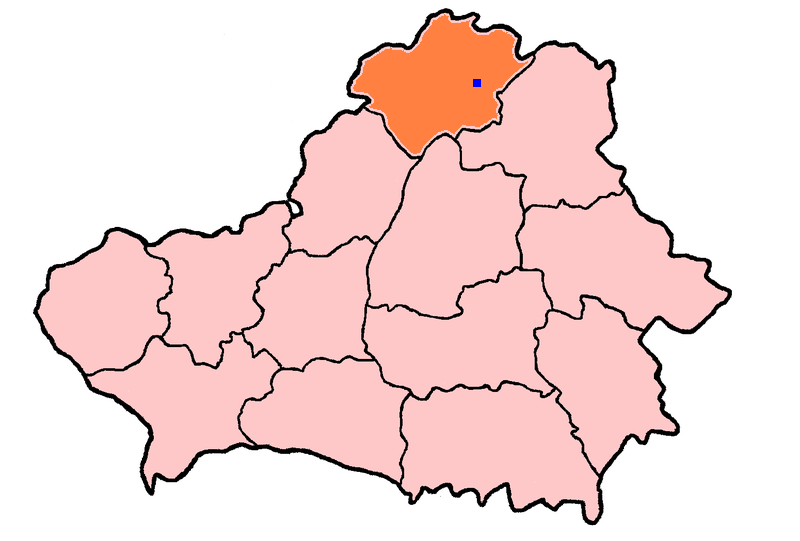
Région de Polotsk RSS de Biélorusse, 1944

## Rôle dans le conflit
Pour un article plus général, voir Opération Bagration.
L'offensive Polotsk était positionnée en couverture de l'offensive sur Minsk, contre une possible contre-attaque allemande du Groupe d'armées Nord allemand.

## Plan d'opérations

### Objectifs opérationnels
Les objectifs opérationnels soviétiques étaient doubles :
- Prendre la ville de Polotsk.
- Protéger le flanc nord des forces engagées sur l'opération parallèle offensive de Minsk, prévenir une possible contre-attaque des forces allemandes du Groupe d'armées Nord.

## Forces en présence

### Wehrmacht
- Restes de la IIIe Panzer Armee (colonel-général Georg-Hans Reinhardt)
  - IXe corps d'armée (général Rolf Wuthmann)
  - Restes du VIe corps d'armée
  - Réserve : CCIe division de sécurité, CCXXIe division de sécurité
- Éléments de la XVIe armée du Groupe d'armées Nord

Les unités ci-dessus étaient placés sous le commandement unique du Groupe d'armées Centre (feld-maréchal Walter Model).

### Armée rouge
- 1er front de la Baltique (général Hovhannes Bagramian)
  - 4e armée de choc soviétique
  - 6e armée de la garde
  - 43e armée soviétique
  - 3e armée de l'air soviétique (en)

## L'offensive
Le 1er front de la Baltique continue à étendre son offensive vers l'ouest depuis le 30 juin 1944, repoussant les restes désorganisés de la IIIe Panzer armee, IXe corps d'armée allemand
Le 1er front de la Baltique vers Polotsk. Deux unités de la 6e armée de fusiliers de la garde, le 103e et le 26e fusiliers de la garde avaient avancé de 18 km à la fin de la journée contre quelques contre-attaques allemandes, tandis que lé 4e armée de choc soviétique avait atteint la rivière Sosnitsa. Le corps de blindés du Front, en même temps, coupait avec succès la voie ferrée Molodechno - Polotsk, malgré une avance sur une plus courte distance que prévu, du fait de son arrêt aux passages sur la rivière Ulla.
Avec les lourdes pertes du IXe corps, le LIIIe corps d'armée allemand effectivement balayé lors de l'encerclement de Vitebsk quelques jours plus tôt, le colonel-général Reinhardt engagea en ligne sa Division de sécurité d'arrière-garde. En réponse à une demande du Feld-Maréchal Model, la 290e division d'infanterie allemande et la 81e division d'infanterie allemande furent envoyées en hâte du Groupe d'armées Nord pour renflouer les défenses en cours d'effondrement aux approches de Polotsk. Au sud du secteur, les restes du IXe corps (la 252e division d'infanterie allemande et le détachement de corps D) et feu le VIe corps (principalement la 95e division d'infanterie allemande) continuaient à offrir une faible résistance tant l'avance soviétique que la retraite allemande étaient rapides. Un survivant de la 256e division d'infanterie décrivit l'expérience comme une course « virtuelle » vers l'ouest, « visant à dépasser l'avance des unités soviétiques avançant aussi vite que leur logistique le leur permettait. La division parcourut environ 500 km. »
Les plans de Bagramian envisageaient de lancer un assaut final contre Polotsk, centre important de communications et de transports, le 1er juillet 1944, prenant la ville dans la soirée. L'attaque fut lancée au matin par la 41e armée de choc et le 83e corps de fusiliers (URSS) en coordination avec les éléments de la 6e armée de la garde. La résistance allemande était forte et les unités soviétiques ne purent pénétrer les défenses de la ville que le jour suivant. Le 2 juillet, les forces soviétiques furent impliquées dans de féroces combats pour s'emparer du pont ferroviaire sur la Dvina, qui formait le lien principal entre les forces allemandes au nord et au sud de la ville. Le pont fut en définitive pris par le 156e régiment de fusiliers de la Garde. Il y eut d'intenses combats de rues jusque dans la soirée du 4 juillet 1944, après quoi les forces allemandes survivantes se retirèrent.

### Épilogue
La ville était prise, la libération totale de la Biélorussie était en voie d'achèvement à la mi-juillet. Reinhard était acculé à la mer Baltique, en Lituanie.

### Sources
- (en) Cet article est partiellement ou en totalité issu de l’article de Wikipédia en anglais intitulé « Polotsk Offensive » (voir la liste des auteurs).